# Chabeřice
Chabeřice (en allemand : Chaberschitz) est une commune du district de Kutná Hora, dans la région de Bohême-Centrale, en République tchèque. Sa population s'élevait à 260 habitants en 2020.

## Géographie
Chabeřice se trouve sur la rive droite de la Sázava, à 3 km au nord-ouest de Zruč nad Sázavou, à 27 km au sud-ouest de Kutná Hora et à 59 km au sud-est de Prague.
La commune est limitée par Kácov et Řendějov au nord, par Zruč nad Sázavou à l'est, par Soutice au sud et au sud-ouest, et par Trhový Štěpánov à l'ouest.

## Histoire
La première mention écrite de la localité date de 1092.